# Dmitrij Nyikolajevics Kozak
Dmitrij Nyikolajevics Kozak (oroszul: Дмитрий Николаевич Козак; Kirovográd, 1958. november 7. –) orosz politikus. 2007 szeptemberétől területfejlesztési miniszter Viktor Zubkov kormányában. Előtte az elnök teljhatalmú képviselője volt a Déli Szövetségi Körzetben.

## Pályafutása
1985-ben szerzett jogi diplomát a Leningrádi Állami Egyetemen. Ügyészként kezdett dolgozni Leningrádban. 1989-től a Monolit-Kirovsztroj vállalat jogi osztályát vezette. 1990–1991-ben a Leningrádi Városi Tanács végrehajtó bizottsága jogi osztályának helyettes vezetője volt. Ezt követően a városházán és a városi tanácsban különféle jogi beosztásokban dolgozott. Anatolij Szobcsak 1996-os választási vereségét követően is sikerült megőriznie városházi pozícióit, majd 1998-ban szentpétervári kormányzó-helyettessé nevezték ki. 1998 decemberében azonban Vlagyimir Jakovlev kormányzóval támad nézeteltérése miatt felmentették posztjáról. Rövid ideig, 1999 augusztusáig a Gruppa JUSZT jogi irodánál dolgozott.
1999-ben a szentpétervári városházáról a miniszterelnöki székben került Vlagyimir Putyint követte Moszkvába, ahol 1999–2000 között a miniszteri kabinet vezetőjeként dolgozott. Putyin elnökké választása után az Elnöki Adminisztráció helyettes vezetőjévé nevezték ki. Ezt a posztot 2004-ig töltötte be. 2003 novemberében rövid külpolitikai szerepet is vállalt, amikor az EBESZ-hez delegált orosz megbízottként sikertelenül próbált közvetíteni a Moldova és a Dnyeszter Menti Köztársaság közötti konfliktus megoldásában.
2004 szeptemberében az elnök teljhatalmú megbízottjává nevezték ki a Déli Szövetségi Körzetbe. Ezen a poszton Vlagyimir Jakovlevet váltotta. 2007. szeptember 27-én pedig a Viktor Zubkov vezetésével megalakult kormány régiófejlesztési minisztere lett, ugyancsak Vlagyimir Jakovlevet váltva ezen a poszton.
Kozak nős, két fia van.

## Politikai befolyása
Vlagyimir Putyin legközelebbi munkatársai közé tartozik, az elnöki csapat egyik kulcsembere. Feladata a központ és a régiók közti kapcsolatokat felügyelete és az adminisztratív reformok kidolgozása. Utóbbi területen érdemi eredményeket nem sikerült elérnie. A 2004-es oroszországi elnökválasztáson Putyin kampánystábjának vezetője volt. Neve felmerült mint Vlagyimir Putyin lehetséges utódja.